# レ・ミン・ダオ
レ・ミン・ダオ（ベトナム語: Lê Minh Đảo、漢字: 黎明島、1933年3月5日 - 2020年3月19日）は、ベトナム共和国（南ベトナム）の軍人。最終階級は陸軍少将。ベトナム戦争の最中、第18歩兵師団長として参加したスアンロクの戦いでの戦いぶりから、「スーパーマン」（The Super Men）の渾名で知られた。戦後はアメリカ合衆国に移住した。

## 経歴
1975年4月、ベトナム人民軍（北ベトナム軍）の総攻撃の元でベトナム共和国軍（南ベトナム軍）の主要な抵抗は既に崩壊していた。しかしダオが率いた第18師団は首都サイゴンから38マイル地点のスアンロクにて激しい抵抗を続け、およそ2週間に渡る激戦が繰り広げられた。最終的に、第18師団は合計3週間北ベトナム軍を相手にスアンロクでの抗戦を行ったものの、1975年4月21日には圧倒的な戦力差を前に後退を余儀なくされた。その9日後にはサイゴンが陥落した。
今日、レ・ミン・ダオ将軍の名はこの戦いの最中に行われ世界中に中継された会見で語った「共産主義者が全軍をスアンロクに送り込もうとも、第18師団はここを固守するだろう」という言葉とともに記憶されている。当時AP通信の特派員ピーター・アーネットが報じたところによれば、ダオは記者らに対して「諸君が見たまま、第18師団がどう戦い、どう死んだのかをアメリカ人たちに伝えて欲しい。すぐに行きたまえ！」と語ったという。
また第3軍団装甲機動部隊長のトラン・クアン・コイ准将は、ダオは陥落の迫ったサイゴンを守るべく戦った唯一のARVN（ベトナム共和国軍）将校だったと評している。
ダオはスアンロクから南へと撤退した後も抵抗を試みたが、それよりも早くズオン・バン・ミン大統領は降伏勧告を受け入れてしまった。その後、多くのARVN将兵らと共に統一ベトナムの赤色政権によって逮捕された。再教育キャンプで17年間を過ごし、釈放後はアメリカへの政治亡命を果たした。その後はベトナム系アメリカ人としてアメリカ国内に暮らし、旧ベトナム共和国出身者らによる保守系団体の為に講演を行ったり、手紙を寄せるなどしている。
ダオは2020年3月14日からコネチカット州のハートフォード病院に入院していたが、同月19日の午後1時45分に死去した
。